# Héctor Bellerín
Héctor Bellerín Moruno (* 19. března 1995 Barcelona) je španělský profesionální fotbalista, který hraje na pozici pravého obránce ve španělském klubu Real Betis. Mezi lety 2016 a 2020 odehrál také 4 utkání ve španělské reprezentaci.

## Klubová kariéra
Bellerín se narodil v Barceloně v Katalánsku a svou kariéru začal v místním mládežnickém týmu klubu FC Barcelona. V létě 2011 přestoupil do mládežnického týmu Arsenalu a následující rok podepsal svou první profesionální smlouvu. Zatímco hrál v mládežnickém týmu, pomohl klubu dosáhnout 4. místo v turnaji NextGen Series. Za A-tým Arsenalu debutoval 25. září 2013 ve třetím kole ligového poháru venku proti Albionu, kde přišel do hry v 95. minutě střídáním za Mikela Artetu. Po prodloužení, které skončilo remízou 1:1 vyhrál Arsenal v penaltovém rozstřelu 4:3.
O dva měsíce později šel Bellerín hostovat do druholigového Watfordu na dva měsíce. Osm dnů po podepsání smlouvy nastoupil Bellerín proti Yeovil Town FC. Hostování ve Watfordu bylo prodlouženo do konce sezóny, avšak Arsenal si ho nakonec stáhl zpátky v únoru 2014.
Po zraněních Debuchyho, Chamberse a Monreala mohl Bellerín debutovat 16. září 2014 v Lize mistrů venku proti Dortmundu. Arsenal nakonec prohrál 2:0. Svůj první gól za Arsenal (A-tým) vstřelil 1. února 2015 proti Astonu Villa při výhře 5:0 a druhý dal 4. dubna při výhře nad Liverpoolem, přestože se kvůli jeho faulu na Raheema Sterlinga.
Trenér Arséne Wenger vybral 30. května na finále FA Cupu proti Astonu Villa Bellerína do základní sestavy Arsenalu. Zápas ve Wembley vyhrál Arsenal 4:0. Před sezónou 2015/2016 podepsal novou dlouhodobou smlouvu a se svým týmem porazil ve finále FA Community Shield městského rivala Chelsea FC 1:0. Byl jediným hráčem Arsenalu, který se dostal do PFA Týmu roku a také byl vyhlášen třetím nejlepším hráčem sezóny z Arsenalu. Stejně jako v předchozí sezóně s týmem vyhrál FA Cup. Jejich soupeřem ve finále se stala Chelsea, ale i tentokrát turnaj vyhrál Arsenal, jenž nad Chelsea vyhrál 2:1. Tuto sezónu se znovu dostali do finále FA Community Shield a jejich soupeřem nebyl nikdo jiný než Chelsea, kterou tentokrát porazily až na penalty 4:1. Svůj první gól v sezóně 2017/2018 vstřelil ve vítězství 3:1 proti německému Kolínu. Dne 3. ledna 2018 okradl Bellerín Chelsea o dva body, nejdříve ve vápně zfauloval Edena Hazarda avšak sudí penaltu nenařídil. V 92. minutě zápasu, kdy už se výhra přikláněla k Chelsea, zachránil Bellerín remízu parádní trefou z half-voleje. Dne 7. března 2018 byl z kádru Arsenalu po zranění kolena v prvním zápase s Interem Milánem vyřazen na dobu neurčitou.
V sezóně 2018/2019 vynechal Bellerín prvních pět týdnů, kvůli problému s lýtkem. Během ligového zápasu s Chelsea 19. ledna mu na levém koleni prasknul přední křížový sval (ACL), v 70. minutě zápasu tak musel opustit hřiště. Nakonec se do hry nemohl vrátit devět měsíců, a tak nedohrál zbytek sezóny a do hry se nedostal ani na začátku sezóny 2019–2020. Trenér Arsenalu Unai Emery o Bellerínu hovořil jako o velmi vyspělém hráči a řekl, že se vrátí silnější než kdy dříve.

## Reprezentační kariéra
V A-mužstvu Španělska přezdívaném La Furia Roja debutoval 29. 5. 2016 v přátelském zápase ve švýcarském St. Gallenu proti týmu Bosny a Hercegoviny (výhra 3:1).
Trenér Vicente del Bosque jej nominoval na EURO 2016 ve Francii, kde byli Španělé vyřazeni v osmifinále Itálií po porážce 0:2. Bellerín nenastoupil v žádném utkání svého mužstva na šampionátu.

## Statistiky

### Klubové
Aktualizováno k 23.2.2020
| Klub                | Sezóna           | Liga                         | Liga   | Liga | FA Cup | FA Cup | League Cup | League Cup | Evropa | Evropa | Ostatní | Ostatní | Celkem | Celkem |
| Klub                | Sezóna           | Divize                       | Starty | Góly | Starty | Góly   | Starty     | Góly       | Starty | Góly   | Starty  | Góly    | Starty | Góly   |
| ------------------- | ---------------- | ---------------------------- | ------ | ---- | ------ | ------ | ---------- | ---------- | ------ | ------ | ------- | ------- | ------ | ------ |
| Arsenal             | 2012–2013        | Premier League               | 0      | 0    | 0      | 0      | 0          | 0          | 0      | 0      | –       | –       | 0      | 0      |
| Arsenal             | 2013–2014        | Premier League               | 0      | 0    | 0      | 0      | 1          | 0          | 0      | 0      | –       | –       | 1      | 0      |
| Watford (hostování) | 2013–2014        | Football League Championship | 8      | 0    | –      | –      | –          | –          | –      | –      | –       | –       | 8      | 0      |
| Arsenal             | 2014–2015        | Premier League               | 20     | 2    | 3      | 0      | 1          | 0          | 4      | 0      | 0       | 0       | 28     | 2      |
| Arsenal             | 2015–2016        | Premier League               | 36     | 1    | 1      | 0      | 0          | 0          | 6      | 0      | 1       | 0       | 44     | 1      |
| Arsenal             | 2016–2017        | Premier League               | 33     | 1    | 4      | 0      | 0          | 0          | 5      | 0      | –       | –       | 42     | 1      |
| Arsenal             | 2017–2018        | Premier League               | 35     | 2    | 0      | 0      | 3          | 0          | 8      | 1      | 1       | 0       | 47     | 3      |
| Arsenal             | 2018–2019        | Premier League               | 19     | 0    | 0      | 0      | 0          | 0          | 0      | 0      | –       | –       | 19     | 0      |
| Arsenal             | 2019–2020        | Premier League               | 7      | 1    | 1      | 0      | 2          | 0          | 2      | 0      | –       | –       | 12     | 1      |
| Celkem v kariéře    | Celkem v kariéře | Celkem v kariéře             | 158    | 7    | 9      | 0      | 7          | 0          | 25     | 1      | 2       | 0       | 201    | 8      |

### Mezinárodní
Aktualizováno k 7. červnu 2016
| Reprezentace | Rok    | Zápasy | Góly |
| ------------ | ------ | ------ | ---- |
| Španělsko    | 2016   | 3      | 0    |
| Celkem       | Celkem | 3      | 0    |

## Úspěchy
- Tým roku Premier League podle PFA – 2015/16[9]